# Patricia A. McKillip

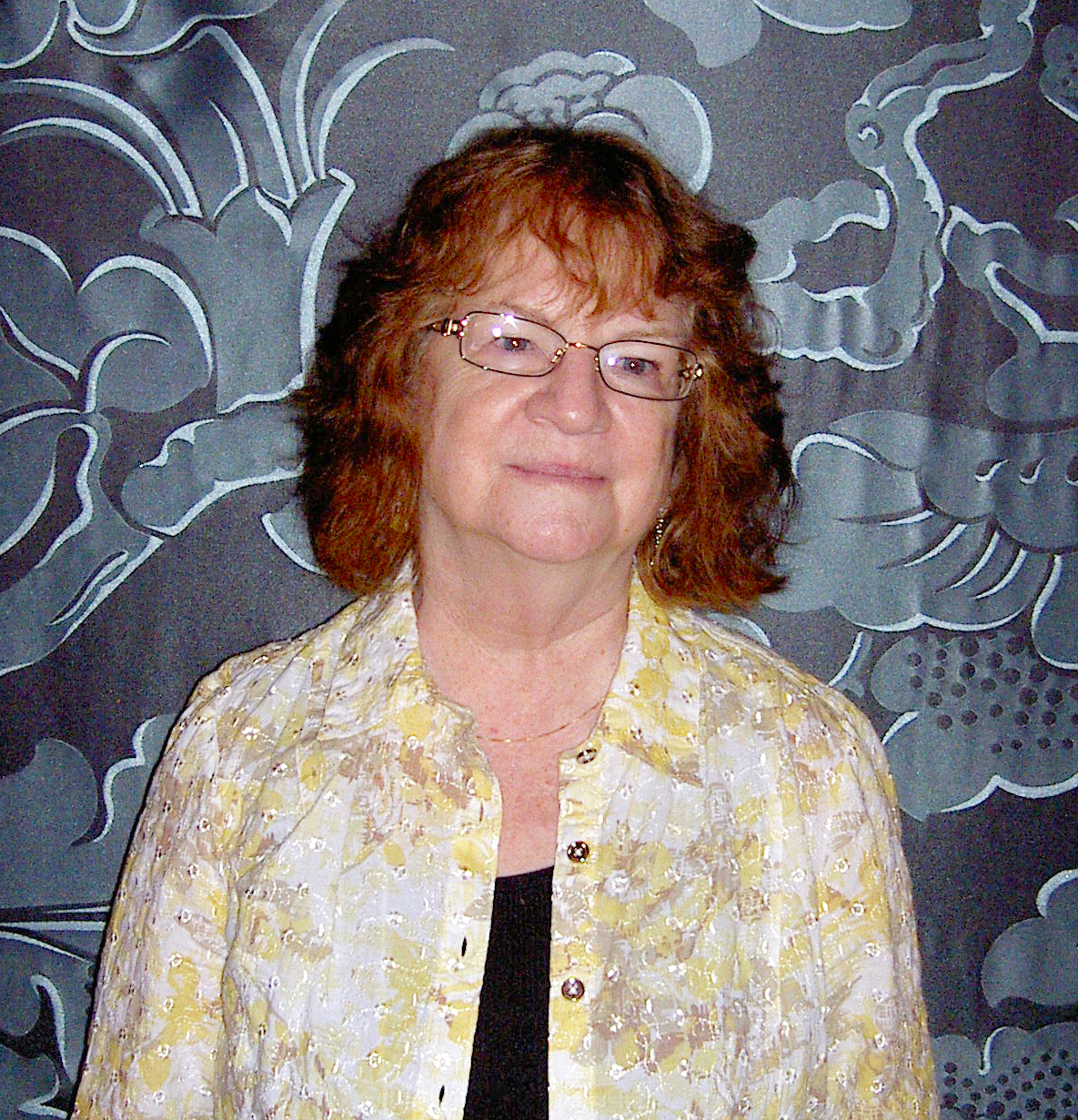
Patricia McKillip (2011)

Patricia Anne McKillip (* 29. Februar 1948 in Salem, Oregon; † 6. Mai 2022) war eine amerikanische Fantasy- und Science-Fiction-Autorin.

## Leben
McKillip war die Tochter von Wayne Thomas McKillip und von Helen Viola, geborene Roth.
Einen Teil ihrer Kindheit verbrachte McKillip in England und Deutschland, da ihr Vater, ein Air-Force-Offizier, dort zwischen 1958 und 1962 stationiert war.
Sie studierte Englisch an der San José State University, wo sie 1971 den Bachelor erwarb und 1973 mit dem Master abschloss. Nach ihrem Studium wurde sie freie Schriftstellerin. Ihre ersten Werke House of Parchment Street (1973) und The Throme of Erril of Sherril (1973) richteten sich noch an Jugendliche. Als Fantasy-Schriftstellerin für Erwachsene wurde sie anerkannt, als der Roman The Forgotten Beasts of Eld (deutsch Die vergessenen Tiere von Eld) 1975 mit dem World Fantasy Award ausgezeichnet wurde.
1982 veröffentlichte sie Stepping from the Shadows, einen stark autobiographisch gefärbten Roman über eine junge, werdende Fantasy-Autorin.
Später lebte sie mit ihrem Ehemann David Lunde, einem Dichter, in Roxbury, einer kleinen Stadt in den Catskill Mountains im Bundesstaat New York; zuletzt wieder in Oregon.
McKillip starb im Mai 2022 im Alter von 74 Jahren.

## Preise
- 1975: World Fantasy Award für den Roman The Forgotten Beasts of Eld
- 1980: Locus Award für den Roman Harpist in the Wind
- 1985: Balrog Award für die Kurzgeschichte A Troll and Two Roses
- 1995: Mythopoeic Award für den Roman Something Rich and Strange
- 2003: World Fantasy Award für den Roman Ombria in Shadow
- 2003: Mythopoeic Award für den Roman Ombria in Shadow
- 2006: Prix Imaginales für den übersetzten Roman Les Fantômes d’Ombria
- 2007: Mythopoeic Award für den Roman Solstice Wood
- 2008: World Fantasy Award für das Lebenswerk
- 2017: Endeavour Award für Dreams of Distant Shores
- 2017: Mythopoeic Award für den Roman Kingfisher

## Bibliographie

### Serien
Erdzauber 
- The Riddlemaster of Hed (1976)
  - Deutsch: Die Schule der Rätselmeister. 1981, ISBN 3-442-24727-6.
- Heir of Sea and Fire (1977)
  - Deutsch: Erbin von Wasser und Feuer. 1981, ISBN 3-442-24728-4.
- Harpist in the Wind (1979)
  - Deutsch: Harfner im Wind. 1981, ISBN 3-442-24726-8.
- Riddle-Master: The Complete Trilogy (1981)
  - Deutsch: Erdzauber. 2004, ISBN 3-453-53242-2.
- The Riddle-Master’s Game (2001).

Kyreol 
- Moon-Flash (1984)
  - Deutsch: Mond über den Wassern. 1986, ISBN 3-442-08544-6.
- The Moon and the Face (1985)
  - Deutsch: Auf den Schwingen des Mondes. 1987, ISBN 3-442-08549-7.

Cygnet 
- The Sorceress and the Cygnet (1991)
  - Deutsch: Die Zauberin und der Schwan. 1996, ISBN 3-404-20282-1.
- The Cygnet and the Firebird (1993)
  - Deutsch: Der Prinz und der Feuervogel. 1996, ISBN 3-404-20294-5.

Brian Froud’s Faerielands 
- 2 Something Rich and Strange (1994)

### Einzelromane
- House of Parchment Street (1973)
- The Throme of Erril of Sherril (1973)
- The Forgotten Beasts of Eld (1974)
  - Deutsch: Die vergessenen Tiere von Eld. 1982, ISBN 3-453-30769-0.
- The Night Gift (1976)
- Riddle of stars (1979)
- Stepping from the Shadows (1982)
- Fool’s Run (1987)
- The Changeling Sea (1988)
  - Deutsch: Meereszauber. 2004, ISBN 3-492-26562-6.
- The Book of Atrix Wolfe (1995)
  - Deutsch: Die Königin der Träume. 1998, ISBN 3-453-13363-3.
- Winter Rose (1996)
  - Deutsch: Winterrose. 1997, ISBN 3-492-26509-X.
- Song for the Basilisk (1998)
  - Deutsch: Das Lied des Basilisken. 2001, ISBN 3-608-93221-6.
- The Tower at Stony Wood (2000)
  - Deutsch: Im Drachenturm. 2005, ISBN 3-442-24371-8.
- Ombria in Shadow (2002)
  - Deutsch: Schatten über Ombria. 2002, ISBN 3-608-93201-1.
- In the Forests of Serre (2003)
- The Alphabet of Thorn (2004)
  - Deutsch: Das Buch der Dornen. 2006, ISBN 3-442-24391-2.
- Od Magic (2005)
  - Deutsch: Der Zaubergärtner. 2006, ISBN 3-442-24392-0.
- Harrowing the Dragon (2005)
- Solstice Wood (2006)
- The Bell at Sealey Head (2008)
- The Bards of Bone Plain  (2010)
- Kingfisher (2016)

### Sammlungen
- The Throme of the Erril of Sherill (1984)
- Harrowing the Dragon (2005)
- Wonders of the Invisible World (2012)
- Dreams of Distant Shores (2016)

### Kurzgeschichten
| 1982 - The Harrowing of the Dragon of Hoarsbreath erschienen in Elsewhere Vol II (1982), The Throme of the Erril of Sherril (1984), Harrowing the Dragon (2005) 1983 - A Matter of Music erschienen in Elsewhere Vol III (1984), Harrowing the Dragon (2005) 1984 - A Troll and Two Roses erschienen in Faery! (1985), Harrowing the Dragon (2005) 1985 - The Old Woman and the Storm erschienen in Imaginary Lands (1985) 1986 - Baba Yaga and the Sorcerer’s Son erschienen in Dragons and Dreams (1986), Harrowing the Dragon (2005) 1989 - A Doorkeeper of Khaat erschienen in Full Spectrum 2 (1989) 1990 - Fortune’s Children erschienen in Tales of the Witch World 3 (1990) 1992 - The Fellowship of the Dragon erschienen in After the King (1992), Harrowing the Dragon (2005) 1993 - The Stranger erschienen in Temporary Walls (1993), Harrowing the Dragon (2005) - Xmas Cruise erschienen in Christmas Forever (1993) - Lady of the Skulls erschienen in Strange Dreams (1993), The Year’s Best Fantasy and Horror: Seventh Annual Collection (1994), Harrowing the Dragon (2005) - The Snow Queen erschienen in The Year’s Best Fantasy and Horror: Seventh Annual Collection (1994), Harrowing the Dragon (2005) - Ash, Wood, Fire erschienen in The Women’s Press Book of New Myth and Magic (1993) 1994 - Transmutations erschienen in Xanadu 2 (1994), The Year’s Best Fantasy and Horror: Eighth Annual Collection (1995), Harrowing the Dragon (2005) | 1995 - The Lion and the Lark erschienen in The Armless Maiden (1995), The Year’s Best Fantasy and Horror: Ninth Annual Collection (1996), Harrowing the Dragon (2005) - Wonders of the Invisible World erschienen in Full Spectrum5 (1995), Year’s Best SF (1996) 1996 - The Witches of Junket erschienen in Sisters in Fantasy 2 (1996), Harrowing the Dragon (2005) 1997 - Star-Crossed erschienen in Shakespearean Whodunnits (1997), Harrowing the Dragon (2005) 1998 - Oak Hill erschienen in The Essential Bordertown (1998), The Year’s Best Fantasy and Horror: Twelfth Annual Collection (1999) 1999 - A Gift to Be Simple erschienen in Not of Woman Born (1999) - Toad erschienen in Silver Birch, Blood Moon (1999), Harrowing the Dragon (2005) - Voyage into the Heart erschienen in Voyage, The 25th WFC (1999), Harrowing the Dragon (2005) 2000 - The Twelve Dancing Princesses erschienen in A Wolf at the Door and Other Retold Fairy Tales (2000) 2002 - Hunters Moons - Byndley erschienen in Firebirds (2003) 2004 - Undine erschienen in The Faery Reel: Tales from the Twilight Realm (2004) - The Gorgon in the Cupboard erschienen in To Weave a Web of Magic (2004) 2006 - Jack O’Lantern erschienen in Firebirds Rising (2006) 2007 - Naming Day erschienen in Dark Alchemy (2007) |